# Xã Selma, Quận Cottonwood, Minnesota
Xã Selma (tiếng Anh: Selma Township) là một xã thuộc quận Cottonwood, tiểu bang Minnesota, Hoa Kỳ. Năm 2010, dân số của xã này là 193 người.